# The Solanos (álbum)
The Solanos es el primer álbum del grupo musical del País Vasco The Solanos, editado por la discográfica independiente Metak el 27 de octubre de 2005.
El álbum se grabó en directo en los estudios Katarain entre el 16 y el 25 de septiembre de 2005, bajo las órdenes de Ángel Katarain, quien ejerció tanto de técnico de sonido como de productor, junto a Oskar Benas, guitarrista de la banda.
El álbum está formado por 13 canciones (12 más una extra), todas composiciones originales del grupo, excepto «Persecuzzione» («Persecución») versión de «Misirlou» de Dick Dale & His Del Tones) y «Oker nago» («Estoy confundido»), versión de Kortatu.

## Lista de canciones
1. «Zapaldu» («Písale»)
(The Solanos)
2. «Welcome to Polloe» («Bienvenido a Polloe»)
(The Solanos)
3. «Zintzilik» («Colgando»)
(The Solanos)
4. «Boulevard Street»
(The Solanos)
5. «Radio Westside»
(The Solanos)
6. «Etorkizuna zai dut» («El futuro me espera»)
(The Solanos)
7. «Vendetta» («Venganza»)
(The Solanos)
8. «Persecuzzione» («Persecución»)
(Dick Dale & His Del Tones)
9. «Oker nago» («Estoy confundido»)
(Fermin Muguruza/Iñigo Muguruza)
10. «Marylin»
(The Solanos)
11. «Ratzinger»
(The Solanos)
12. «Daniella»
(The Solanos)
13. «Matattoio» («»)
(The Solanos)

## Personal
- Sabiatto Solano: voz y trikitixa
- Al Parccino Benasetti: guitarra y coros
- Egoiccinni «Drogatta»: bajo y coros
- Il Patri Saizzarelli: percusiones y coros
- Pazzucco Sergini: batería y coros

### Personal adicional
- «Los Metales del Terror» de la Kontrabanda: vientos.
- Kristina Solano: voz.
- Sagarroi: coros y trombón en «Daniella».
- Larrañaga: pandero y voz.
- Jon Mari: pandero

## Personal técnico
- Ángel Katarain: producción y técnico de sonido.

- Datos: Q6145220